# Callicebus caquetensis
El tití del Caquetá, tongo o macaco  (Callicebus caquetensis) es un primate platirrino de la familia Pitheciidae, que habita en los bosques húmedos entre los ríos Caquetá y Orteguaza, en el noroccidente de la Amazonia, al sur de Colombia. 

## Descripción
Su cuerpo mide entre 35 cm de longitud y su cola 61 cm, pesa entre 800 y 1400 g. El pelaje de su cuerpo es abundante y rojizo en el cuello; en los costados, espalda se mezclan el color marrón grisáceo y cobrizo; la parte final de la cola es de color negro con puntas blancas; presenta cejas grises y una corona de color castaño amarillento; en el vientre el pelo es de escasa densidad y de color rojizo, que se extiende hasta las partes dorsal del antebrazo y las piernas hasta los codos y las rodillas.
Este primate obviamente está relacionado con Callicebus ornatus y Callicebus discolor por el color del cuerpo, el dorso café-amarillento anteado con el vientre rojizo-amarillento, así como las patillas-barba, garganta, brazos y piernas. La cola tiene alguna porción blanquecina o plateada, la cual contrasta claramente con el color del cuerpo. Esta especie no tiene banda blanca sobre los ojos, en contraste con C. ornatus y C. discolor, ni tiene manos ni patas blanquecinas o cremosas, como C. ornatus. El cariotipo de esta especie es conocido (2n = 46) y parece muy similar al de Callicebus discolor.

## Distribución y hábitat
Su distribución se limita al Sur del departamento del Caquetá entre los ríos Orteguaza y Caquetá en un área de 3440 km², siendo así la especie de primate en Colombia con la distribución geográfica más restringida y endémica en esta pequeña zona. Análisis satelitales preliminares con imágenes Ladsat muestran que desde 1989 hasta el 2002 se ha perdido el 50 % de los bosques primarios del área de distribución de la especie y las áreas de pastos se han duplicado. Para el 2002 solo el 32 % del área aún conservaba alguna cobertura vegetal (Bosque primario, secundario e inundable) en la cual Callicebus caquetensis puede sobrevivir; sin embargo, el área correspondiente a los bosques secundarios (531 ha) se encuentra severamente fragmentada y los bosques primarios e inundables se encuentran relegados a los márgenes de los ríos Orteguaza y Caquetá.
Moynihan observó un grupo de Callicebus caquetensis en el Caquetá habitando en un parche de vegetación densa y predominantemente arbustiva, la cual apenas alcanzaba 7 m de altura. Este mismo investigador creía que esta especie prefería sitios donde el bosque crece sobre suelos con alta saturación hídrica y que por ello podía ser designado como un «mico de pantano», aunque tal opinión parece un poco exagerada; sin embargo, 18 de 20 grupos de C. caquetensis que han sido observados se encuentran en suelos de alta saturación hídrica. Todos los grupos observados han sido encontrados en bosques secundarios, estos, presentan un grado de perturbación constante y creciente causado por la extracción de madera, siembra de cultivos y expansión de la frontera ganadera.
Callicebus caquetensis ha sido encontrado en fragmentos muy pequeños de bosque (0,3 ha) hasta bosques mayores a 60 ha. A pesar de que ha sido encontrado en áreas tan restringidas, su capacidad de persistencia en estos debe ser evaluada al igual que su habilidad para bajar al suelo con el fin de dispersarse a otros bosques cercanos como lo hace Callicebus ornatus. Se ha evidenciado que Callicebus caquetensis usa cercas para moverse a través de estas pequeñas áreas boscosas.

## Comportamiento
Son monógamos y forman grupos pequeños, de 3 hasta 6 y preferentemente 4 individuos. Se alimentan principalmente en frutas, aunque también consumen insectos, hojas y flores. Los animales tienen crías nuevas en enero, estas, pueden nacer tal vez desde diciembre, similar a Callicebus ornatus.Un dato curioso de estos animales es que suelen quedarse con la misma pareja de por vida y entrelazar sus colas.

## Conservación
Los grupos observados presentan un promedio de 4.1 individuos por grupo. García y Defler recomiendan enfáticamente que la especie sea clasificada en peligro crítico (CR) con base en los criterios UICN (B1a, b, B2a, b) (UICN 2001); es decir, el rango geográfico tanto en la extensión de presencia (se estima en menos de 100 km²) como en el área de ocupación (que se calcula en menos de 10 km²) está severamente fragmentado y sigue disminuyendo debido a las actividades agrícolas, ganaderas y siembra de cultivos ilícito de coca. Es posible que la población sea de menos de 250 individuos maduros lo cual incluiría el criterio C también, pero más datos sobre la presencia de esta especie deben ser obtenidos junto a un esfuerzo concertado para calcular el tamaño de la población.
Es de urgente necesidad implementar un plan de conservación de la especie. Este debe involucrar un trabajo científico y social, que llame la atención de la comunidad y los entes administrativos y ambientales para que todos se comprometan en el cuidado de esta nueva especie de Callicebus endémica de la región. El aprovechamiento y acompañamiento de iniciativas propias de los moradores de la zona incluidas dentro de programas gubernamentales como familias guardabosque y Reservas Naturales de la Sociedad Civil, serán de vital importancia para conservar el poco hábitat adecuado que aún queda en la zona para la especie. Dos zonas posibles de conservar son el área del bosque de galería alrededor de la quebrada Solita y la zona de bosque de bajo al este del pueblo de Solita, que muy posiblemente es bien adecuado para la especie, dado las preferencias de otras especies afines a esta para bosques en bajos en las orillas de ríos.
Esfuerzos por conocer y delimitar el área real de distribución deben ser puestos en marcha para aclarar la presencia de grupos de Callicebus en el norte del Caquetá y del sur del Meta en donde han sido reportadas (Pablo Stevenson com,pers), así mismo debe ser determinados los ecosistemas a los cuales se encuentra asociado este primate con el fin de identificar zonas estratégicas para su conservación. 
Esta especie no se encuentra protegida bajo el Sistema de Parques Nacionales Naturales de Colombia y se debe considerar que la zona de su distribución presenta unas condiciones socioeconómicas precarias, que en un futuro podrían acentuar las amenazas que hoy se ciernen sobre C. caquetensis. Esfuerzos inmediatos son necesarios para dar a conocer la presencia y el estado de esta especie de primate, así como la creación de algunas pequeñas reservas en la región.